# Crenigomphus
Crenigomphus é um género de libelinha da família Gomphidae.
Este género contém as seguintes espécies:
- Crenigomphus abyssinicus
- Crenigomphus denticulatus
- Crenigomphus hartmanni
- Crenigomphus renei